# 깨꽃
깨꽃은 꿀풀과에 속한 여러해살이풀이다. 흔히 샐비아(영어: Salvia 샐비어[*])나 일본어식 표기인 사루비아(일본어: サルビア)로도 불린다.

## 생태
브라질 원산의 여러해살이풀이나 한국에서는 한해살이풀로 관상용으로 많이 심는다. 높이 60~90 센티미터 정도이고 곧게 서며 가지가 갈라진다. 잎은 마주나고 긴달걀꼴로 끝이 뾰족하고 밑부분은 넓다. 길이는 5~9 센티미터이고 톱니가 있으며 잎자루는 길다. 꽃은 5~10월에 줄기와 가지끝에 총상꽃차례로 달리고 포엽·꽃받침·꽃부리는 밝은 분홍색이다. 꽃받침은 종모양으로 위쪽 입술끝은 뾰족하고, 아랫입술끝이 2개로 갈라지며 능선이 있다. 수술은 2개이고 분과는 꽃받침 속에 들어 있다. 꽃부리는 길이 5~6 센티미터이며 통부가 길고 윗입술이 아랫입술보다 더 길며, 아랫입술이 3개로 갈라지고 털이 있다.

## 사진

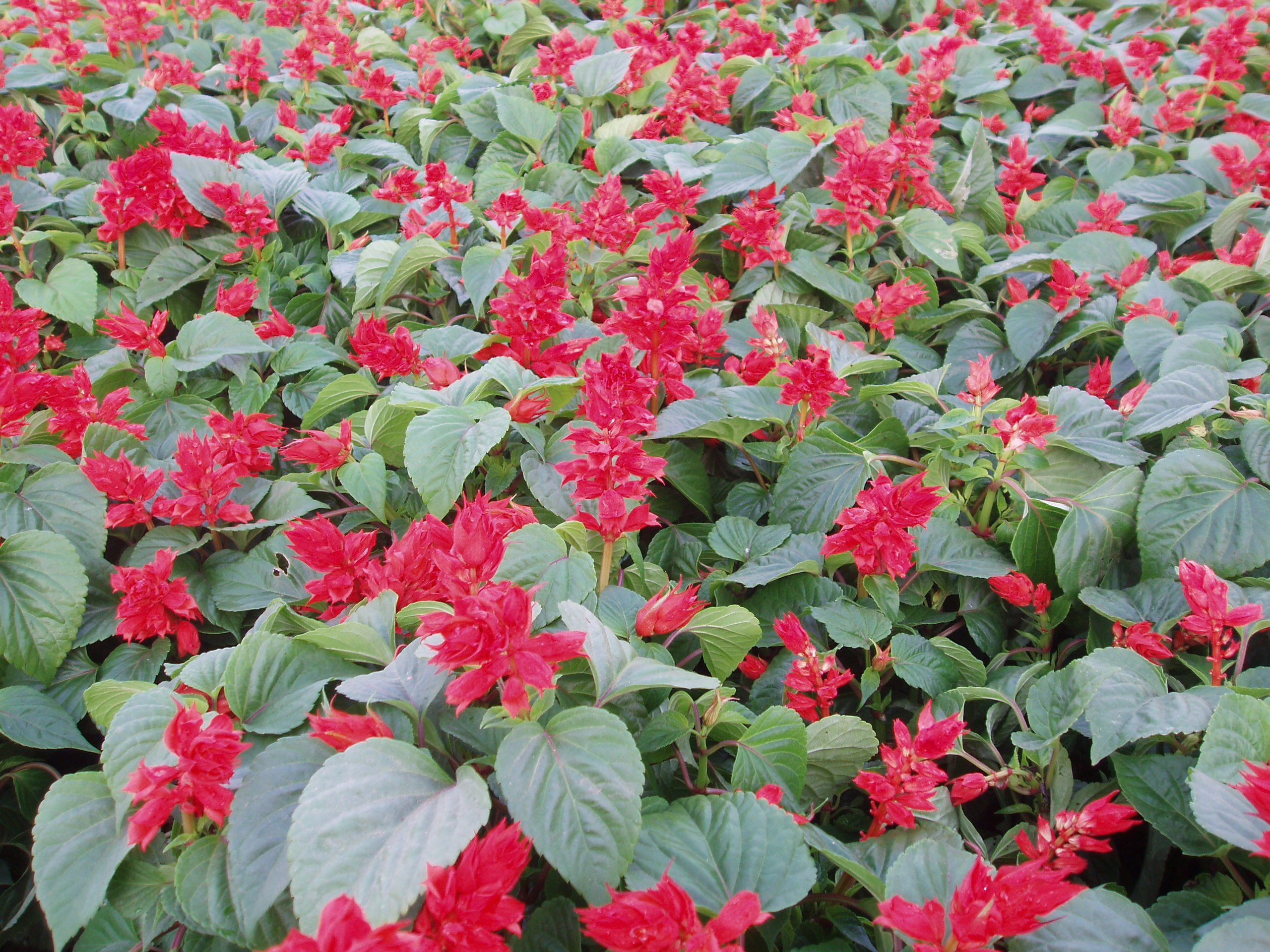
전초
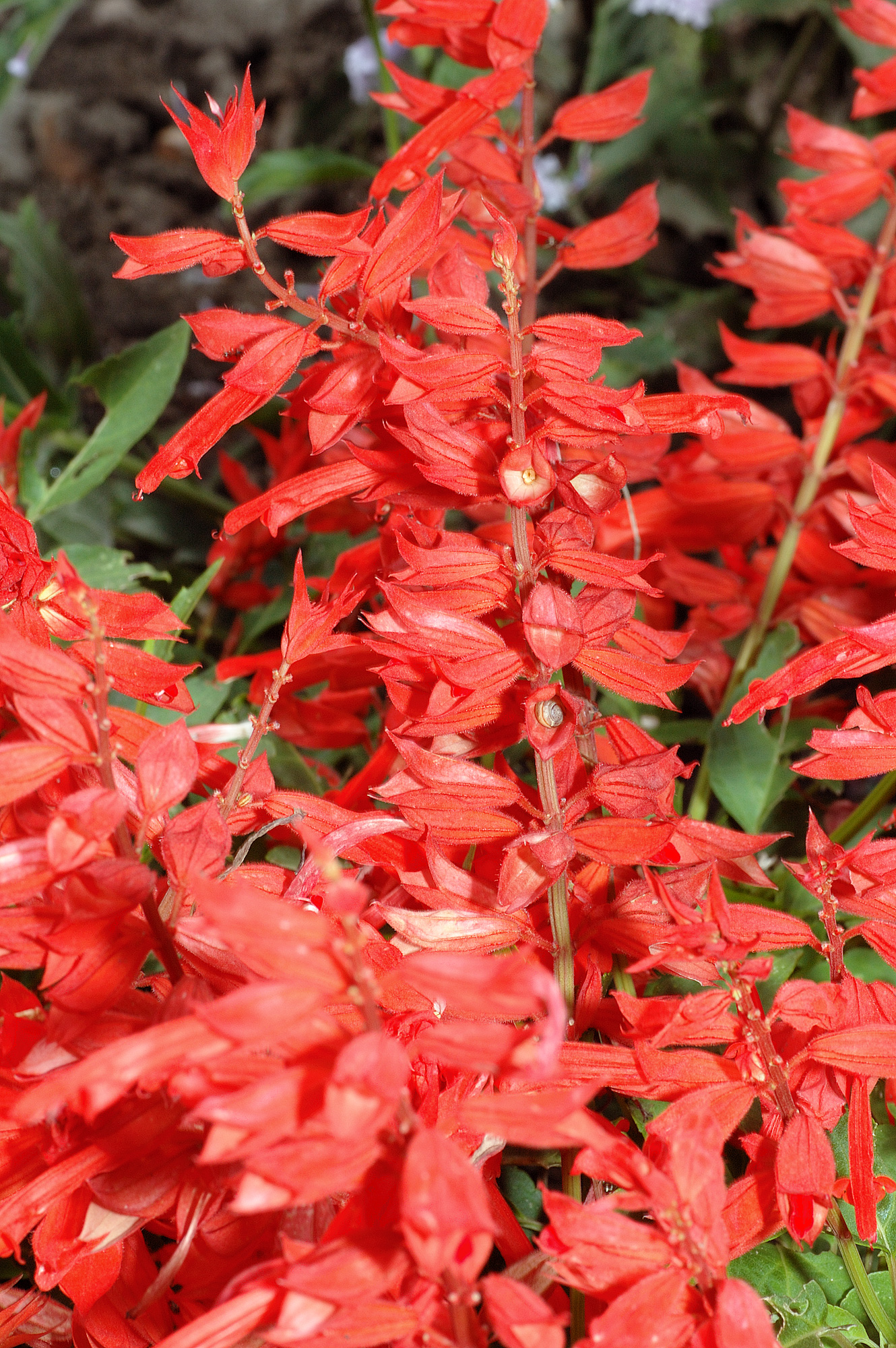
꽃차례

## 참고 문헌
- 이 문서에는 다음커뮤니케이션(현 카카오)에서 GFDL 또는 CC-SA 라이선스로 배포한 글로벌 세계대백과사전의 내용을 기초로 작성된 글이 포함되어 있습니다.